# Francesco Marchini Camia
Francesco Marchini Camia (Borgo Val di Taro, 28 marzo 1891 – 28 febbraio 1960) è stato un politico italiano.
Esponente della Democrazia Cristiana, nel 1948 fu eletto senatore della repubblica nel collegio di Borgotaro-Salsomaggiore e confermato nelle successive due legislature sino alla morte. Fu inoltre membro della deputazione provinciale di Parma, due volte Sindaco di Borgo Val di Taro e una volta sindaco di Valmozzola.